# Казаков, Александр Иванович (политик)
Александр Иванович Казаков (род. 24 мая 1948, Москва) — советский и российский государственный и политический деятель, представитель в Совете Федерации от Законодательного Собрания Ростовской области (2001—2007), председатель Комитета по делам Федерации и региональной политике, член Комиссии по естественным монополиям, член Комиссии по методологии реализации конституционных полномочий Совета Федерации, бывший председатель Госкомимущества, один из авторов приватизации. Доктор экономических наук.

## Биография
Родился в Москве. В 1971 году окончил Московский инженерно-экономический институт имени С. Орджоникидзе по специальности «инженер-экономист». 

### Политическая деятельность
С 1973 по 1976 год — младший научный сотрудник Совета по изучению производительных сил Москвы, был заведующим отделом науки райкома (1981—1984).
С 1984 по 1992 год — заместитель начальника управления экономики научно-технического прогресса, заместитель начальника отдела Государственного Комитета СССР по науке и технике. С 1992 по 1993 год — начальник Главного управления организации работы территориальных комитетов, с 1993 по 1994 год — заместитель председателя Государственного комитета РФ по управлению государственным имуществом. 
С 1994 по 1996 год — начальник Управления по работе с территориями Администрации Президента РФ. С января по июль 1996 года — председатель Государственного комитета РФ по управлению государственным имуществом и вице-премьер Правительства России. В июле 1996 года назначен первым заместителем руководителя Администрации Президента РФ, в декабре 1997 года после скандала вокруг книг об истории приватизации в России («дело писателей») ушёл в отставку.
С 1996 по 1998 год председатель совета директоров РАО «Газпром». С 1998 по 2001 год — начальник Департамента по управлению имуществом ОАО «Газпром». Занимал должности: заместителя председателя правления ОАО «ФСК ЕЭС», генерального директора ОАО «Холдинг МРСК» и др. 
В 2011 году вошёл в состав Совета директоров ОАО «ДВЭУК». На заседании совета директоров ОАО «ДВЭУК» (основной держатель акций — Росимущество) 13 января 2012 года избран Председателем совета директоров.

## Награды и звания
- Орден Почёта (2019) — за достигнутые трудовые успехи и многолетнюю добросовестную работу[3]
- Орден Дружбы (2004) — за активное участие в законотворческой деятельности и многолетнюю добросовестную работу[4]
- Медаль ордена «За заслуги перед Отечеством» II степени (1995) — за заслуги перед государством, связанные с завершением первого этапа чековой приватизации[5]
- Благодарность Президента Российской Федерации (1996) — за активное участие в организации и проведении выборной кампании Президента Российской Федерации в 1996 году[6]
- Действительный государственный советник Российской Федерации 1 класса[1].

## Семья
Женат, имеет двух дочерей.